# Quận Vermilion, Illinois
Quận Vermilion là một quận thuộc tiểu bang Illinois, Hoa Kỳ.
Quận này được đặt tên theo sông Vermilion chảy qua quận và đổ vào sông Wabash ở Indiana gần Cayuga; sông được đặt tên như vậy do màu đất dọc theo sông.. Theo điều tra dân số của Cục điều tra dân số Hoa Kỳ năm 2000, quận có dân số 83.919 người  ước tính năm 2009 là 80.067 người.. Quận lỵ đóng ở Danville.6

## Địa lý
Theo Cục điều tra dân số Hoa Kỳ, quận có diện tích km2, trong đó có km2 là diện tích mặt nước.

## Thông tin nhân khẩu
Theo điều tra dân số năm 2000, quận này đã có dân số 83.919 người, 33.406 hộ gia đình, và 22.315 gia đình sống trong quận hạt. Mật độ dân số là 93 người trên một dặm vuông (36/kmТВ). Có 36.349 đơn vị nhà ở với mật độ trung bình là 40 trên một dặm vuông (16/kmТВ). Thành phần chủng tộc của cư dân sinh sống trong quận gồm 85,84% người da trắng, 10,58% da đen hay Mỹ gốc Phi, 0,22% người Mỹ bản xứ, 0,59% châu Á, Thái Bình Dương 0,02%, 1,44% từ các chủng tộc khác, và 1,30% từ hai hoặc nhiều chủng tộc. 2,98% dân số là người Hispanic hay Latino thuộc một chủng tộc nào. 19,7% là của Mỹ, Đức 19,2%, 11,2% gốc Anh và 8,9% gốc Ailen theo điều tra dân số năm 2000.
Có 33.406 hộ, trong đó 30,10% có trẻ em dưới 18 tuổi sống chung với họ, 50,60% là đôi vợ chồng sống với nhau, 12,20% có nữ hộ và không có chồng, và 33,20% là không lập gia đình. 28,90% hộ gia đình đã được tạo ra từ các cá nhân và 13,50% có người sống một mình65 tuổi hoặc cao hơn. Cỡ hộ trung bình là 2,42 và cỡ gia đình trung bình là 2,96.
Trong quận cơ cấu độ tuổi dân cư được trải ra với 25,00% dưới độ tuổi 18, 8,40% 18-24, 27,20% 25-44, 23,40% từ 45 đến 64, và 16,00% từ 65 tuổi trở lên người. Độ tuổi trung bình là 38 năm. Đối với mỗi 100 nữ có 96,90 nam giới. Đối với mỗi 100 nữ 18 tuổi trở lên, đã có 94,80 nam giới.
Thu nhập trung bình cho một hộ gia đình trong quận đạt mức USD 34.071, và thu nhập trung bình cho một gia đình là USD 41.553. Phái nam có thu nhập trung bình USD 32.305 so với 22.210 USD đối với phái nữ. Thu nhập bình quân đầu người là 16.787 USD. Có 9,70% gia đình và 13,30% dân số sống dưới mức nghèo khổ, bao gồm 18,90% những người dưới 18 tuổi và 9,20% của những người tuổi từ 65 trở lên 2.